# 白叶花楸
白叶花楸（学名：Sorbus cuspidata）是蔷薇科花楸属的植物。分布于印度、不丹、缅甸、尼泊尔以及中国大陆的西藏等地，生长于海拔2,000米至3,500米的地区，多生长于林内，目前尚未由人工引种栽培。